# Marylyn Hamilton Gierow

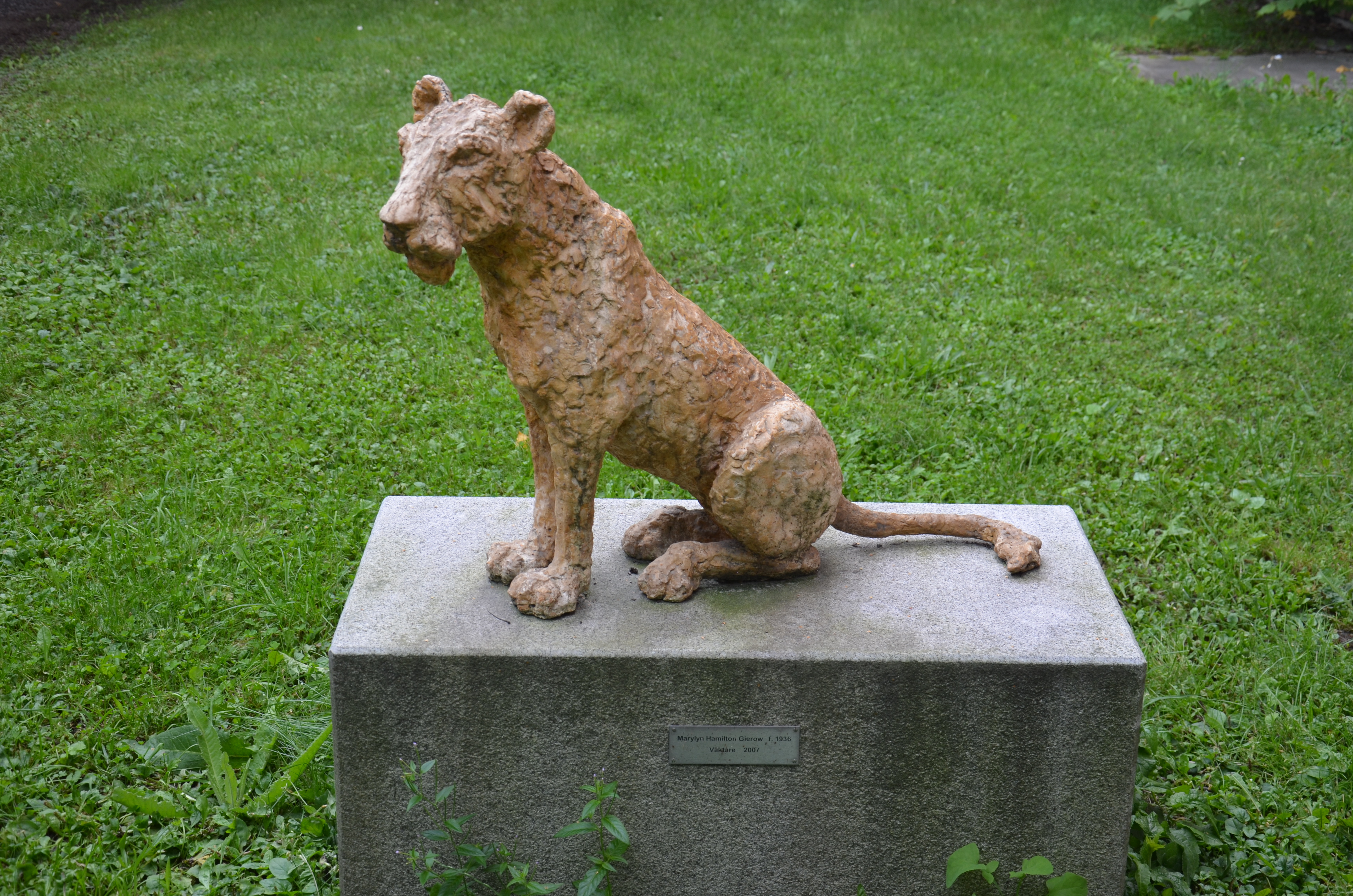
Väktare utanför Astrid Lindgrens barnsjukhus

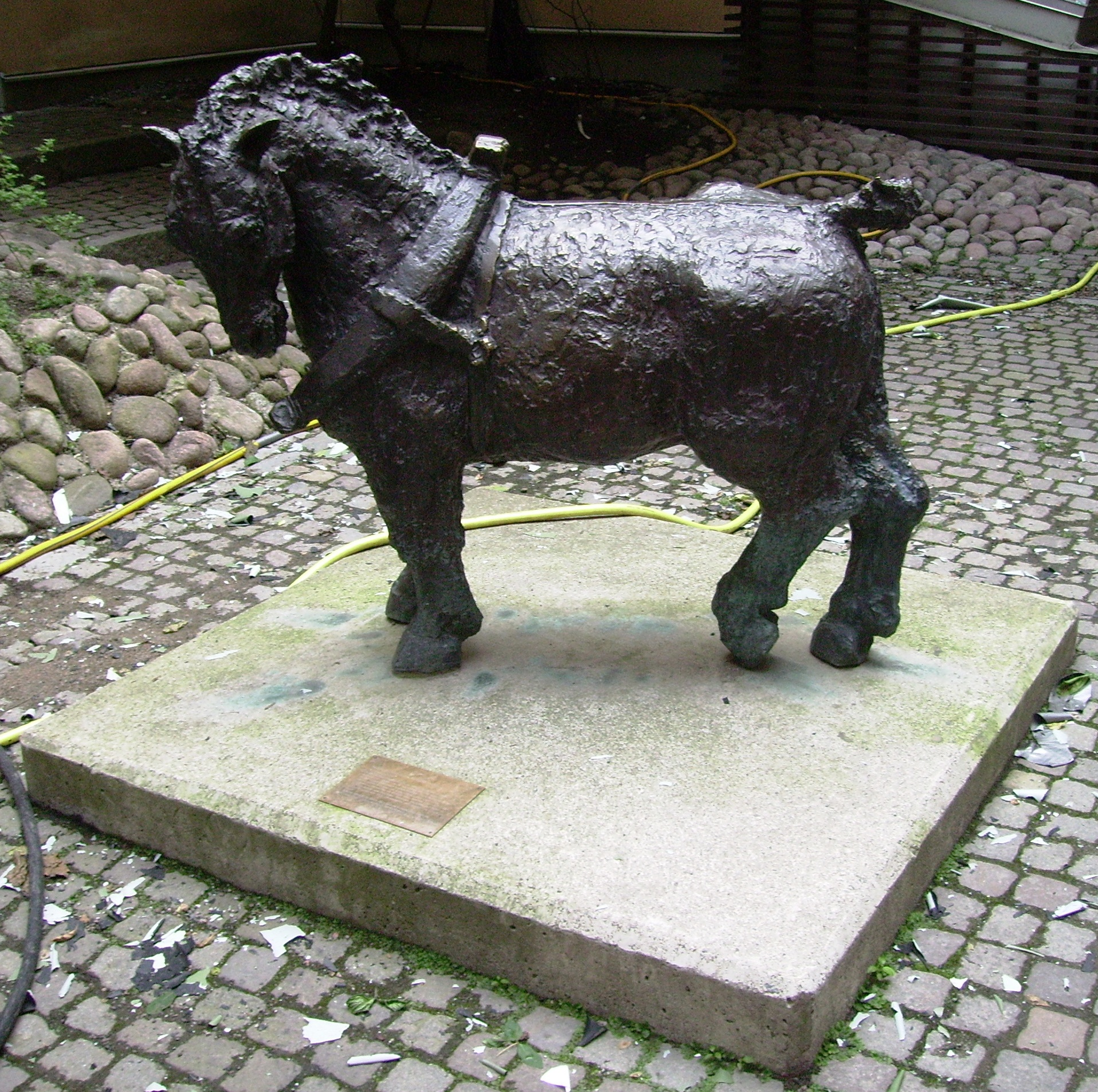
Avselad kamp på Södermalm i Stockholm

Marylyn Viveka Herbertsdotter Hamilton Gierow, född 2 februari 1936 på Bölsnäs gård i Ljungby socken i Kronobergs län, är en svensk skulptör.
Marylyn Hamilton Gierow utbildade sig vid West of England College of Art i Bristol i Storbritannien 1959-60, på Konstfack i Stockholm 1960-63 och för Asmund Arle vid Kungliga Konsthögskolan i Stockholm 1963-68.
Marylyn Hamilton Gierow har blivit känd för skulpturer med hästmotiv samt porträttskulpturer. Hon har utformat priserna i travsportens Årets hästgala. Hon var gift med konstnären Gösta Gierow (1931–2011).

## Offentlig konst i urval
- Dragkamp, brons, 1982, vid gaveln på byggnad 18 på Södertälje sjukhus
- Häst på rygg, brons, utanför före detta vårdhemmer Rosenhill i Huddinge kommun
- Avselad kamp, brons, 1992, gård i kvarteret Skaraborg mellan Skaraborgsgatan och Skomakargatan på Södermalm i Stockholm
- Medaljparad, glasfiberarmerad betong, Fortifikationsverket i Karlstad
- Lejonpar, brons, 2007, utanför O-huset, Universitetssjukhuset i Linköping

- Gierow  finns representerad vid bland annat Nationalmuseum[1] i Stockholm och Kalmar konstmuseum[2].